# Équipe de Chine féminine de handball
Maillots
Dernière mise à jour : 12 avril 2021.
L'équipe de Chine féminine de handball représente la Fédération chinoise de handball lors des compétitions internationales, notamment aux tournois olympiques et aux championnats du monde.

## Palmarès
Jeux olympiques
- 1984

Jeux asiatiques
- 2010
- 1990, 2018
- 1994, 2002

Championnats d'Asie
- 1987, 1989, 1993, 1995, 1997, 1999, 2004, 2006, 2008, 2012
- 1991, 2002, 2010, 2015, 2017, 2018, 2022

## Parcours détaillé
| Jeux olympiques - 1976 et 1980 : non qualifiée - 1984 : 3e - 1988 : 6e - 1996 : 5e - 2004 : 8e - 2008 : 6e - 2012 à 2020 : non qualifiée - 2024 : en cours | Jeux asiatiques - 1990 : 2e - 1994 : 3e - 1998 : 4e - 2002 : 3e - 2006 : 4e - 2010 : 1re - 2014 : 4e - 2018 : 2e |

| Championnats du monde - 1957 à 1982 : non qualifiée - 1986 : 9e - 1990 : 8e - 1993 : 14e - 1995 : de 13 à 16e - 1997 : 22e - 1999 : 18e - 2001 : 11e - 2003 : 19e - 2005 : 17e - 2007 : 21e - 2009 : 12e - 2011 : 21e - 2013 : 18e - 2015 : 17e - 2017 : 22e - 2019 : 23e - 2021 : 32e - 2023 : 28e | Championnats d'Asie - 1987 : 2e - 1989 : 2e - 1991 : 3e - 1993 : 2e - 1995 : 2e - 1997 : 2e - 2000 : 2e - 2002 : 3e - 2004 : 2e - 2006 : 2e - 2008 : 2e - 2010 : 3e - 2012 : 2e - 2015 : 3e - 2017 : 3e - 2018 : 3e - 2022 : 3e |

## Joueuses célèbres
- Sun Xiulan, meilleure buteuse et a été élue dans l'équipe type des Jeux olympiques de 1988
- Chao Zhai, élue meilleure handballeuse de l'année en 2002

## Parcours lors du championnat du monde féminin de handball 2021
La Chine apprend sa participation aux championnats du monde le 23 septembre 2021 après avoir bénéficié d'une invitation (Wild-card). Le tirage au sort des groupes du tour préliminaire qui a eu lieu 12 août 2021 à Castelló de la Plana place la Chine dans le groupe H avec l'Argentine, l'Autriche et l'Espagne. La compétition débute le 2 décembre 2021 avec un affrontement contre l'Autriche se soldant par une lourde défaite 27 à 38 malgré un visage conquérant et une deuxième période perdue 14-16 seulement. Les Chinoises, s'inclineront encore plus lourdement face au pays hôte espagnol (18-33), puis elles perdront également contre les Argentines (24-36).
L'équipe termine donc dernière de son groupe et se retrouve alors reversée en Coupe du Président pour des matchs de classement, mais elle ne pourra pas aller jusqu'au bout de la compétition. La sélection est en effet contrainte de déclarer forfait à la suite d'un cas de Covid-19 dans l'équipe : les deux matchs prévus contre la Tunisie puis l'Iran sont perdus 0-10 sur tapis vert et la Chine est finalement classée dernière de la compétition.